# Великояниковське сільське поселення
Великоя́никовське сільське поселення (рос. Большеяниковское сельское поселение) — муніципальне утворення у складі Урмарського району Чувашії, Росія. Адміністративний центр — присілок Велике Яниково.
Станом на 2002 рік існували Великояниковська сільська рада (присілки Велике Яниково, Карак-Сірми) та Орнарська сільська рада (присілок Орнари, Саруй).

## Населення
Населення — 1202 особи (2019, 1382 у 2010, 1754 у 2002).

## Склад
До складу поселення входять такі населені пункти:
| Населений пункт          | Населення, осіб (2002) | Населення, осіб (2010) |
| ------------------------ | ---------------------- | ---------------------- |
| Велике Яниково, присілок | 541                    | 442                    |
| Карак-Сірми, присілок    | 395                    | 330                    |
| Орнари, присілок         | 338                    | 239                    |
| Саруй, присілок          | 480                    | 371                    |